# Haematopota sineroides
Haematopota sineroides är en tvåvingeart som beskrevs av Xu 1989. Haematopota sineroides ingår i släktet Haematopota och familjen bromsar. Inga underarter finns listade i Catalogue of Life.